# Запорожский научно-исследовательский центр механизации животноводства
Запорожский научно-исследовательский центр механизации животноводства (укр. Запорізький науково-дослідний центр з механізації тваринництва) — специализированный научный институт, занимающийся проблемами механизации животноводства на Украине. 

## Описание по состоянию на 2008 год
В институте функционировали 10 научных лабораторий, 5 секторов, 3 отдела — (конструкторский, проектно-технологических решений, научно-технической информации), экспериментальное производство.
Составляющими Института являются:
- Административный отдел
- Учёный совет
- Отдел биоэнергетических систем и экологического аудита
- Лаборатория биоконверсии и переработки биосырья
- Отдел моделирования, конструирования и проектно-технологических решений в животноводстве
- Отдел экономических и научных исследований интеллектуальной собственности и маркетинга инноваций
- Лаборатория кормообеспечения
- Лаборатория механизации свиноводства
- Лаборатория механизации ферм крупного рогатого скота
- Лаборатория механизации овцеводства
- Экспериментальное производство

Научными сотрудниками института исследуются различные проблемы животноводства: оптимизация технологических процессов относительно новых условий сельскохозяйственного производства; создание оборудования для содержания крупного рогатого скота, свиней, овец, птицы. Разрабатывается современное оборудование для лечения животных и птицы, кормления, поения, выполнения физиологических нужд, обеспечения микроклимата, теплоснабжения, заготовки и приготовления кормов, удаления и переработки отходов ферм, обеспечения электро- и агроэкологии, улучшения условий работы обслуживающего персонала.
Актуальными разработками Института является Концепция и Государственная программа развития механизации животноводства Украины, Система технологических процессов и машин для механизации животноводства, птицеводства и кормопроизводства, которые отображают техническую политику области в будущем.
Институтом введено почти 600 завершённых разработок, поставлено на серийное производство 68 машин и оборудования, опубликовано более 2400 научных работ, 35 монографий, получено свыше 1000 авторских свидетельств и патентов.
За последние 5 лет созданы и усовершенствованы 46 наименований машин и оборудования, из них 21 по результатам государственных приёмочных испытаний рекомендованы к постановке на производство.
Институт развивает международные научные связи с Россией (Всероссийский институт животноводства, «Всероссийский научно-исследовательский институт электрификации сельского хозяйства» и Белоруссией (Республиканское унитарное научно-исследовательское предприятие «Институт механизации сельского хозяйства Национальной академии наук Беларуси», РУП «БелНИИагроэнерго»)

## История института
История института начинается с 1930 года — из организации на острове исследовательской станции по электрификации сельского хозяйства (одновременно со строительством ДнепроГЭСа) как первого в СССР и на Украине опорного пункта по электрификации сельского хозяйства.
Следующие этапы развития института:
- 1934 г. — Запорожский филиал Всесоюзного института электрификации сельского хозяйства (ВИЭСХ);
- 1967 г. — Центральный научно-исследовательский институт механизации и электрификации животноводства Южной зоны СССР (ЦИИМЭЖ);
- 1971 г. — Центральный научно-исследовательский и проектно-технологический институт механизации и электрификации животноводства Южной зоны СССР (ЦНИИПТИМЭЖ);
- 1992 г. — Институт механизации животноводства Украинской академии аграрных наук (УААН).

До 1987 г. институт находился в подчинении ВАСХНИЛ, с ноября 1987 г. — Госагропрома СССР, с апреля 1992 г. — Украинской академии аграрных наук.
В 2011 году Институт реорганизован в отдел биоэкотехнических систем в животноводстве Национального научного центра «Институт механизации и электрификации сельского хозяйства». В 2013 году отдел был реорганизован в Запорожский научно-исследовательский центр механизации животноводства ННЦ «ИМЭСХ».
Прочее
При строительстве лаборатории в 1930 г. были найдены два погребения эпохи энеолита.